# БИЧ-9 «Гном»
БИЧ-9 «Гном» — рекордный планёр конструкции Б. И. Черановского. Был построен в 1929 году в Москве.

## Полёты
БИЧ-9 «Гном» был представлен на VI Всесоюзных планерных соревнования, где он оказался планёром самых малых размеров из всех участвовавших. Лётчик В. А. Степанчонок выполнил на планёре три полета общей продолжительностью 17 минут. Но к дальнейшим рекордным полётам «Гном» допущен не был из-за не совсем правильной центровки и недостаточности элеронов.

## Конструкция
Моноплан с высокорасположенным крылом. Передняя кромка крыла имела форму параболы, а задняя была прямой. Рули направления и высоты также имели форму параболы. Для посадки применялась лыжа с воздушным амортизатором.

### Технические характеристики
- Экипаж: 1 человек
- Длина: 5,5 м
- Размах крыла: 12,0 м
- Высота: 4 м
- Площадь крыла: 32,0 м²
- Профиль крыла:
- Масса пустого: 105 кг
- Нормальная взлетная масса: 175 кг
- Нагрузка на крыло: 17,8 кг/м²